# Stade de la Réunification
Le stade de la Réunification est un stade de football situé à Douala au Cameroun.
D'une capacité de 30 000 places, il accueille les matchs de l'Union Douala, de Les Astres FC, ainsi que d'autres clubs de la ville.
Il a été construit par le gouvernement camerounais afin d'accueillir les matchs de la CAN 1972. En 2018, un projet de rénovation est lancé avec une firme de construction canadienne Magil Construction Corporation; celui-ci prévoit une couverture partielle des tribunes ainsi qu'une extension à plus de 39 000 places assises dans la perspective d'accueillir la CAN 2021.

## Histoire
Il fut mis en chantier par le gouvernement camerounais en 1970 pour accueillir la Coupe d'Afrique des nations de football 1972. Mais il put être utilisé dès 1971 lors du match amical Togo-Cameroun et la victoire de ces derniers 1 à 0. Le stade est très fréquenté étant donné son utilisation par sept clubs de Douala. L'affluence record est de 32 000 personnes lors d'une rencontre entre Les Astres FC et Bamboutos FC.

### Événements
- Coupe d'Afrique des nations de football 1972

## Le stade
| \| 500 km1:18 610 000 \| Olembe (60 000) Ahmadou-Ahidjo(40 000) Japoma (50 000) Roumdé Adjia (25 000) Bafoussam (Kouekong) (20 000) Limbé (20 000) Réunification (39 000) |
| 500 km1:18 610 000 |

| 500 km1:18 610 000 |

| Stades principaux existants  |
| (40 000) Capacités d'accueil |

### Rénovation en vue de la Can 2021
Le stade n'est pas sélectionné pour le match officiel de la CAN 2021 mais, il est retenu comme stade d'entrainements.